# علي توفيق جاد
فريق أول بحري على توفيق جاد (مواليد ؟ 1933 - 23 أغسطس 1993) هو قائد القوات البحرية المصرية خلال فترة (1984 - 1987)، وترأس الأركان القوات البحرية، ومجلس إدارة الشركة العربية للملاحة البحرية.

## نشأته وحياته
على محمد توفيق جاد ولد بالقاهرة في المملكة المصرية سنة 1933،كان رجلا رياضيا وأدخل الأنظمة الرياضة للبحرية المصرية.
يعد جاد من أسرة عريقة، فوالده محمد بك توفيق جاد كان مفتشا للقصور الملكية في عهد الملك فاروق ، وشقيقه الأكبر لواء شرطة محمد سعيد شوقى، وشقيقه الثانى نقيب طيار طلعت جاد.
إلتحق بالكلية البحرية سنة 1950، وكانت الدفعة الرابعة للقوات البحرية، حصل على بكالوريوس الدراسات البحرية من الكلية البحرية سنة 1952.
سافر الي روسيا ثلاث مرات للحصول علي دورات في ( طوربيد - لنشات صواريخ - وضفادع بشرية ) بالاتحاد السوفيتي السابق.
حصل على بكالوريوس التجارة شعبة الأقتصاد والعلوم السياسية من جامعة الأسكندرية سنة 1963.
حاصل على ماجيستير في العلوم العسكرية (دورة أركان حرب).
حاصل على زمالة كلية الحرب العليا بأكاديمية ناصر العسكرية العليا.
- أحيل إلى التقاعد في 13 أكتوبر سنة 1987.

أنشأ شركة كنوز للملاحة البحرية سنة 1992، وبعد وفاته تولى إدارتها أبنه المهندس توفيق على جاد، وأبنته جيهان.

## أسرته
يعد جاد من أسرة مميزة هما كالآتي؛

### محمد بك جاد
- محمد بك توفيق جاد (1 يناير 1900 - 20 يونيو 1973) هو والد جاد، كان يعمل مفتش القصور الملكية في عهد الملك فاروق، ومكتبه بقصر المنتزة بالإسكندرية، وبعد ثورة 23 يوليو بثلاثة أيام، عين وكيل أول وزارة السياحة بمحافظة الإسكندرية.

### محمد توفيق جاد
- لواء شرطة محمد سعيد شوقي محمد توفيق جاد (1930 - 27 ديسمبر 2002) هو الشقيق الأكبر لجاد، تخرج من كلية البوليس الملكية سنة 1947.[8][9]

بعد تخرجه بدء خدمته ملازم شرطة بمدينة طنطا في محافظة الغربية وتدرج في المناصب عديده كالآتي؛
- مدير الأمن العام.
- مدير جهاز مباحث أمن الدولة.
- مدير شرطة السياحة.
- مدير أمن محافظة الغربية سنة 1980.
- مدير أمن شركة المقاولات المصرية (مختار إبراهيم سابقآ) لمدة ثلاث سنوات.

### طلعت توفيق جاد
- نقيب طيار طلعت محمد توفيق جاد ( 1932 5 ديسمبر 1953) هو شقيق جاد، التحق بالكلية الجوية سنة 1948 تخرج منها برتبة ملازم طيار وقد تدرج في المناصب حتي وصل الي رتبة النقيب وقائد سرب وكان زميل رئيس مصر الأسبق حسني مبارك، توفي في طلعة تدريبية في 5 ديسمبر سنة 1953.

## مناصب
- عمل بمجموعة الزوارق بعد التخرج وتدرج فيها وتولى جميع الوظائف القيادية حتى تولى قيادة اللواء الثاني لزوراق الصواريخ البحرية.[6]
- عمل كملحق عسكرى في فرنسا في الفترة مابين (1976 وحتي 1980) .
- تولي منصب رئيس أركان القوات البحرية، فور عودته إلي مصر.
- رقي من رتبة اللواء الي رتبة الفريق على ظهر إحدى كراكات من الرئيس محمد حسنى مبارك في عيد القوات البحرية المصرية في 21 أكتوبر سنة 1984.
- تولى قيادة القوات البحرية في الفترة من مابين( 1 أبريل 1983 حتي 13 أكتوبر 1987 ).

## سيرته
تولى الفريق جاد بعد حرب أكتوبر وتبعاتها وجاءت سنوات الرخاء واستقرار ما بعد الحرب، ظهرت قدراته فتغير كل شئ للأفضل، عندما تسأل أى ضابط كان حاضرا فسيقول لك، «شعرنا بالأمن والإحترام والإعتزاز بالكرامة» حدث هذا بما بثه في نفوسهم وإستمع لهم وحرص على مصالحهم، أحبهم فأحبوه، وكان نعم القائد، علي حد تعبيرهم.[بحاجة لمصدر]
- أهتم بالضباط والأفراد، ووفر لهم الكثير من الخدمات التى ترفع من مستوى معيشتهم،

تطور غرفة المبيت لأسر ضباط وأفراد القوات البحرية، وأنشأ «فندق ودار المحروسة» و«فخر البحار» و«قاصد خير» بخلاف نوادى الصف ، وغير الزى البحرى للضباط والأفراد، وبذل قصار جهده لرفع شأن القوات البحرية وظهورها بالمظهر اللائق لعراقتها.
- جدد ميس ضباط القوات البحرية المصرية سنة 1983، وأصبح أهم مصدر لتوريد الحلويات وخاصة (كعك العيد) في الإسكندرية، وسخر منها الكثيرين من هذا المشروع، إلا أن هذا الأمر عاد أرباحا كبيرة للبحرية.
- حدث أسطول القوات البحرية سواء كان رئيساً للأركان أو قائداً للقوات البحرية وفى عصره إستلام قطع بحرية حديثة كذا كراكات والغواصات وزورق الصواريخ والمدفعية من الصين، وشهد أول إطلاق للصاروخ SY-1 من زورق الظافر.

## مشاركات عسكرية
- شارك جاد في العدوان الثلاثي سنة 1956.
- شارك في حرب 1967.

### حرب أكتوبر
شارك جاد في حرب أكتوبر سنة 1973، كان قائداً لانش وبأمر منه في قصف ساحل رأس بيرون ليلة السادس والسابع من أكتوبر بالتشكيل الضارب رقم مائتان واثنين والمكون من عدد ست لنشات صواريخ و عدد أثنين لنش طوربيد طراز (183) معدل بصواريخ بي إم 21 (BM-21).
كذلك أمر التشكيل الضارب فرقة (101) بقصف تجمعات العدو البري و منطقة الشؤون الإدارية والنقطة الحصينة في منطقة رأس بيرون والتى تقع بمدخل بحيرة البردويل على الساحل الشمالى لشبه جزيرة سيناء بعدد ثمانين صاروخ عيار مائة اثني وعشرين ميليمتر، والتصدي للعدو الجوي والبحري أثناء رحلة العودة.

## الأوسمة والأنواط
- منح نوط التدريب من الطبقة الأولى من الرئيس محمد أنور السادات تقديراً لما بذله من مجهود مميز في التدريب.
- منح وسام نجمة سيناء من الرئيس محمد أنور السادات، رقي بعدها إلى عقيد بحري أركان الحرب تقديراً لما قام به من أعمال بطولية في القتال المباشر مع العدو الإسرائيلي.[11]
- منح وسام الإستحقاق من الطبقة الأولى في 13 أكتوبر 1987 من الرئيس حسني مبارك تقديرا لجليل خدماته للدولة كقائد للقوات البحرية.

## أنشطة مدنية
- عين رئيس مجلس إدارة الشركة العربية للملاحة البحرية ثلاث سنوات.
- شارك في العديد من المؤتمرات الدولية للملاحة البحرية.
- له دور بارز في إنشاء حمام السباحة الأوليمبي بنادى سبورتنج الرياضى.
- إنشاء شركة كنوز للملاحة البحرية سنة 1992، تولى إدارتها نجله المهندس: توفيق على جاد.

## تكريمه
- كرم من قائد القوات البحرية الفرنسية، بعد إنتهاء فترة عمله كملحق عسكرى مصرى للدفاع في باريس سنة 1980.
- إطلاق اسمة على لنش الصواريخ طراز أمباسادور رقم (688) بالقوات البحرية المصرية.[5][12]
- إطلاق إسمه على مدرسة تجريبية ( مدرسة الفريق على جاد للغات ) بمنطقة سيدي بشر في محافظة الإسكندرية، تكريما له.[13]

## وفاته
رحل الفريق بحري على جاد أحد رموز القوات البحرية المصرية في 23 سبتمبر سنة 1993.